# Tlacotepec, Mochitlán
Tlacotepec är en ort i Mexiko.   Den ligger i kommunen Mochitlán och delstaten Guerrero, i den södra delen av landet, 220 km söder om huvudstaden Mexico City. Tlacotepec ligger 1 574 meter över havet och antalet invånare är 177.
Terrängen runt Tlacotepec är kuperad norrut, men söderut är den bergig. Terrängen runt Tlacotepec sluttar norrut. Runt Tlacotepec är det glesbefolkat, med 15 invånare per kvadratkilometer. Närmaste större samhälle är Tixtla de Guerrero, 16,3 km norr om Tlacotepec. I omgivningarna runt Tlacotepec växer huvudsakligen savannskog.